# Cyclopogon vittatus
Cyclopogon vittatus är en orkidéart som beskrevs av João Dutra och Guido Frederico João Pabst. Cyclopogon vittatus ingår i släktet Cyclopogon, och familjen orkidéer. Inga underarter finns listade i Catalogue of Life.